# 捷克斯洛伐克新浪潮
捷克斯洛伐克新浪潮 （也称为捷克新浪潮）是对于从1960年代开始制作电影的捷克斯洛伐克一些导演群体和该群体发起的电影运动的称呼。相关导演包括米洛斯·福尔曼，维拉·希蒂洛娃，伊万·帕瑟 ，帕维尔·尤拉切克，伊利·曼佐，扬·涅梅茨，亚罗米尔·伊雷什，埃瓦尔德·绍尔姆，希内克·博钱，尤拉伊·赫兹，朱拉·亚库比斯克 ， 施特凡·乌赫尔等。 该运动也被称为捷克斯洛伐克电影奇迹 。 

## 概览
捷克斯洛伐克新浪潮酝酿于1950年代，1963年沃依采克·雅斯尼拍摄的《一日一猫》获得戛纳电影节评审团大奖标志着捷克斯洛伐克新浪潮开始具有国际影响力。捷克新浪潮的影片所涉及的主题在共产主义国家很少能够避免审查员的反对，例如米洛斯·福尔曼的《黑彼得》和《金发女郎的爱情》，以及超现实主义旗手如维拉·希蒂洛娃的《雏菊》和亚罗米尔·伊雷什的《瓦莱丽和她的奇迹一周》。与1950年代的现实主义电影相反，这些电影常常表达出黑暗和荒诞的幽默。 
捷克斯洛伐克的新浪潮与法国新浪潮的不同之处在于前者通常具有更强的叙事性，而且由于这些导演是国有电影业的继承者，因此他们有更多机会接触电影制片厂和国家资助。 他们还进行了更多改编，包括亚罗米尔·伊雷什对米兰·昆德拉的小说《笑话》的改编。在1967年的捷克斯洛伐克作家联盟第四次代表大会上，米兰·昆德拉将这一波民族电影描述为捷克斯洛伐克文艺史上的重要组成部分。  福尔曼的《消防员舞会》是该时代的另一部主要电影，在发行四十年后仍邪典电影的经典之作。 
1968年，布拉格之春开始后，大批捷克电影人在此后一年中陆续逃离捷克。虽然大部分电影无法在其国内上映，但出逃的导演们将影片带到了国际上各个电影节，例如朱拉·亚库比斯克的《背信者与流浪汉》在威尼斯电影节展映，希蒂洛娃的《天堂禁果》于戛纳电影节展映。希内克·博钱沃依采克·雅斯尼反映苏联入侵捷克题材的《一切善良的市民们》更是获得了戛纳电影节最佳导演奖。1969年底，巴兰多夫制片厂总经理被解除职务，留在捷克国内的新浪潮导演亦受到打击和处分，标志着捷克斯洛伐克电影新浪潮的终结。 

## 捷克电影

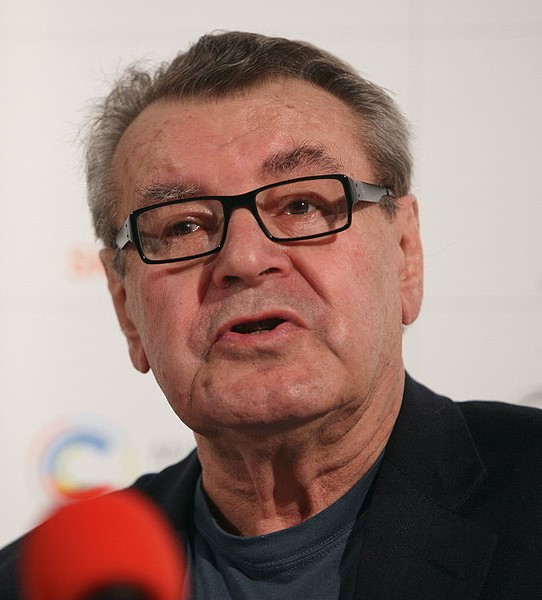
米洛斯·福尔曼，捷克斯洛伐克新浪潮代表人物

新浪潮期间拍摄的大多数电影都是捷克语而非斯洛伐克语 。许多导演来自久负盛名的位于布拉格的FAMU，以及位于布拉格的郊区的国营巴兰多夫制片厂。捷克的一些著名导演包括米洛斯·福尔曼、维拉·切蒂洛娃以及获得了奥斯卡最佳外语片奖的伊利·曼佐。  

## 斯洛伐克电影
《大街上的商店》于1966年获得奥斯卡最佳外语片奖。   尽管因为它的导演扬·卡达尔和艾尔玛·克洛斯比新浪潮一代导演年长许多，电影本身还是符合新浪潮精神的。新浪潮的斯洛伐克导演还有朱拉·亚库比斯克，施特凡·乌赫尔和杜桑·哈那克。

## 主要作品
- 《网中的太阳》- 施特凡·乌赫尔（英语：Štefan Uher）（1962） [9] [10]
- 《不同的事》- 维拉·切蒂洛娃（1963）
- 《黑彼得》- 米洛斯·福尔曼（1963）
- 《哭喊》- 亚罗米尔·伊雷什（1964）
- 《夜之钻》- 扬·涅梅茨（1964）
- 《金发女郎的爱情》- 米洛斯·弗曼（1965）
- 《逝水年华》- 伊凡·帕瑟（1965年）
- 《底层的珍珠》- 伊利·曼佐，杨·涅梅茨，埃瓦尔德·绍尔姆，维拉·希蒂洛娃，亚罗米尔·伊雷什（1966） [11]
- 《严密监视的列车》- 伊利·曼佐（1966）
- 《雏菊》- 维拉·希蒂洛娃 （1966）
- 《一个都不能走》- 扬·涅梅茨（1966年）
- 《消防员舞会》- 米洛斯·福尔曼（1967）
- 《浪子回头》- 埃瓦尔德·绍尔姆 （1967）
- 《背信者与流浪汉》-朱拉·亚库比斯克（1968）
- 《笑话》- 亚罗米尔·伊雷什（1968）
- 《反复无常的夏天》- 伊利·曼佐（1968）
- 《焚尸人》- 尤拉伊·赫兹（1969）
- 《失翼灵雀》- 伊利·曼佐 （1969）
- 《鸟，孤儿和愚人》-  朱拉·亚库比斯克（1969年）
- 《为年轻刽子手的辩护 》- 帕维尔·尤拉切克（1970）
- 《瓦莱丽和她的奇迹一周》- 亚罗米尔·伊雷什（1970） [12]